# Żabnik (Krobusz)
Żabnik (dodatkowa nazwa w j. niem. Ziabnik) – przysiółek wsi Krobusz w Polsce, położony w województwie opolskim, w powiecie prudnickim, w gminie Biała. Historycznie leży na Górnym Śląsku, na ziemi prudnickiej.
W latach 1975–1998 przysiółek należał administracyjnie do województwa opolskiego.

## Geografia

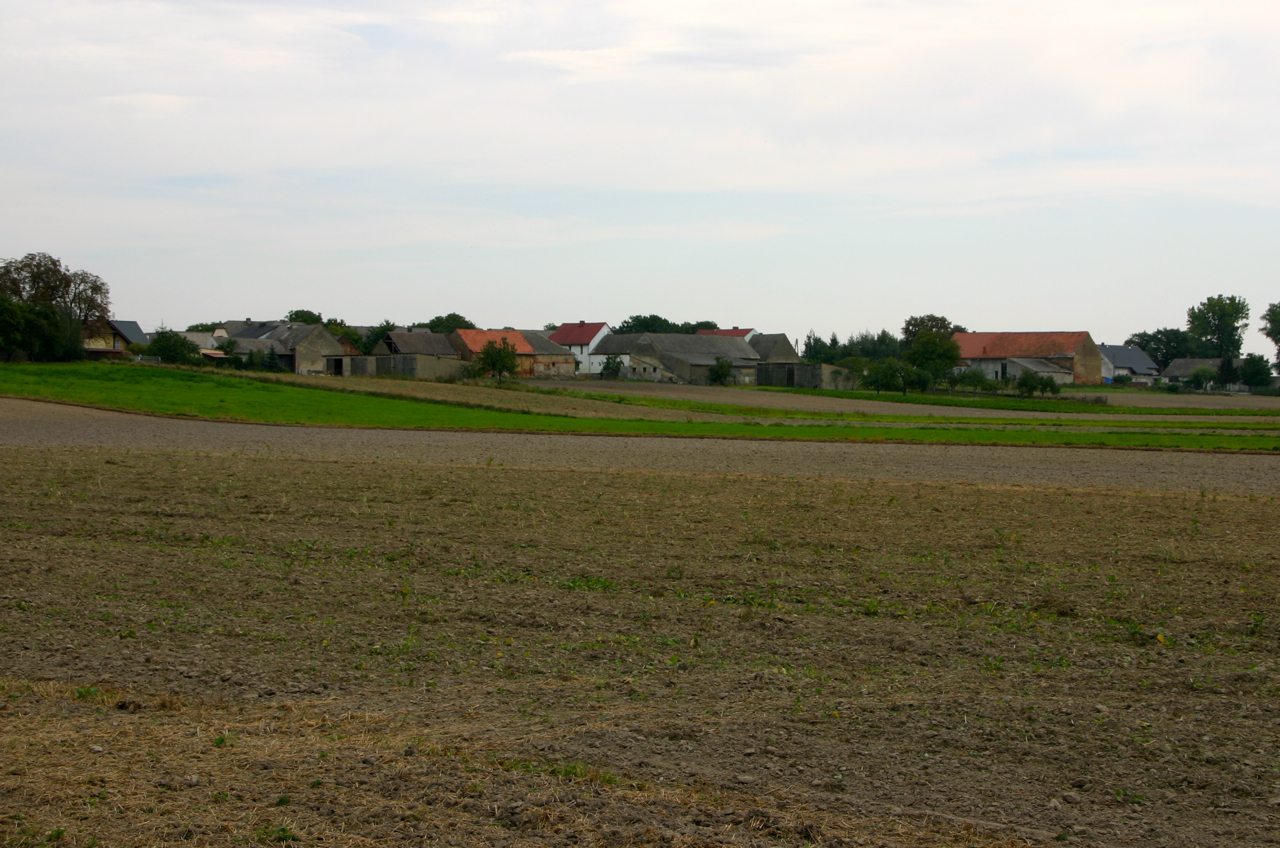
Widok na Żabnik od strony zachodniej

Żabnik położony jest na wschód od Krobusza, przy drodze do Gostomi. Prowadzi stąd droga do Nowej Wsi Prudnickiej.

## Nazwa
Wieś wzmiankowana w 1784 pod nazwą Zabnick. Niemiecki nauczyciel Heinrich Adamy w swoim dziele o nazwach miejscowości na Śląsku wydanym w 1888 roku we Wrocławiu wymienia nazwę wsi zanotowaną jako Ziabnig zaliczając ją do grupy śląskich miejscowości, których nazwy wywodziły się od polskiej nazwy zwierzęcia – żaby („von żaba = Froch”). Ze względu na swoje polskie pochodzenie w 1936 nazwa Ziabnig została zmieniona przez nazistowską administrację III Rzeszy na nową, całkowicie niemiecką nazwę Froschweiler, która nawiązywała do wcześniejszego znaczenia.
1 czerwca 1948 nadano miejscowości, wówczas administracyjnie związanej z Krobuszem, polską nazwę Żabnik. W opracowanej w 1971 przez Powiatowy Inspektorat Statystyczny w Prudniku Statystycznej charakterystyce miejscowości w gromadach powiatu prudnickiego, miejscowość została wymieniona pod nazwą Żabnik.
24 listopada 2008 wprowadzono dodatkową nazwę wsi w języku niemieckim – Ziabnik.

## Historia

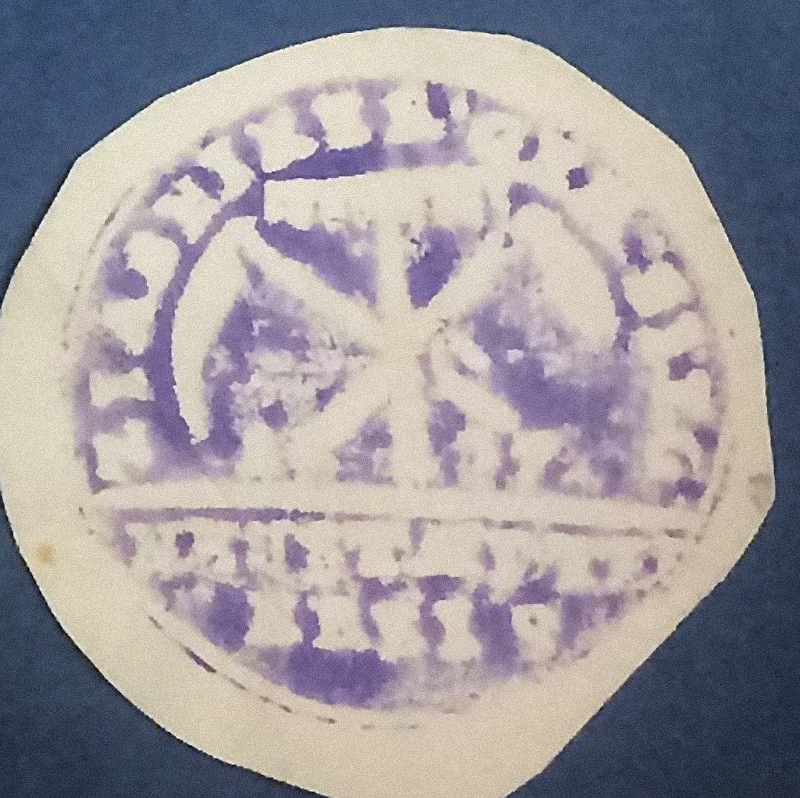
Pieczęć Żabnika (1911)

Miejscowość powstała w drugiej połowie XVIII wieku jako kolonia. Została założona w miejscu, które graniczyło z terenem zwanym w średniowieczu Żabiogura. Po raz pierwszy wzmiankowana w dokumencie z 1784 pod nazwą Zabnick.
Wieś posiadała swoją własną pieczęć, która przedstawiała w polu grabie w słup, za nimi skrzyżowane kosa i cep, a w otoku napis: ZIABNIKER · GEM · SIEG: / NEUSTAETER KREIS (pol. Gmina Żabnik / Powiat Prudnicki). Żabnik wszedł w skład majątku Tiele-Wincklerów w Mosznej na mocy fideikomisu, podpisanego przez Huberta von Tiele-Wincklera w 1892.

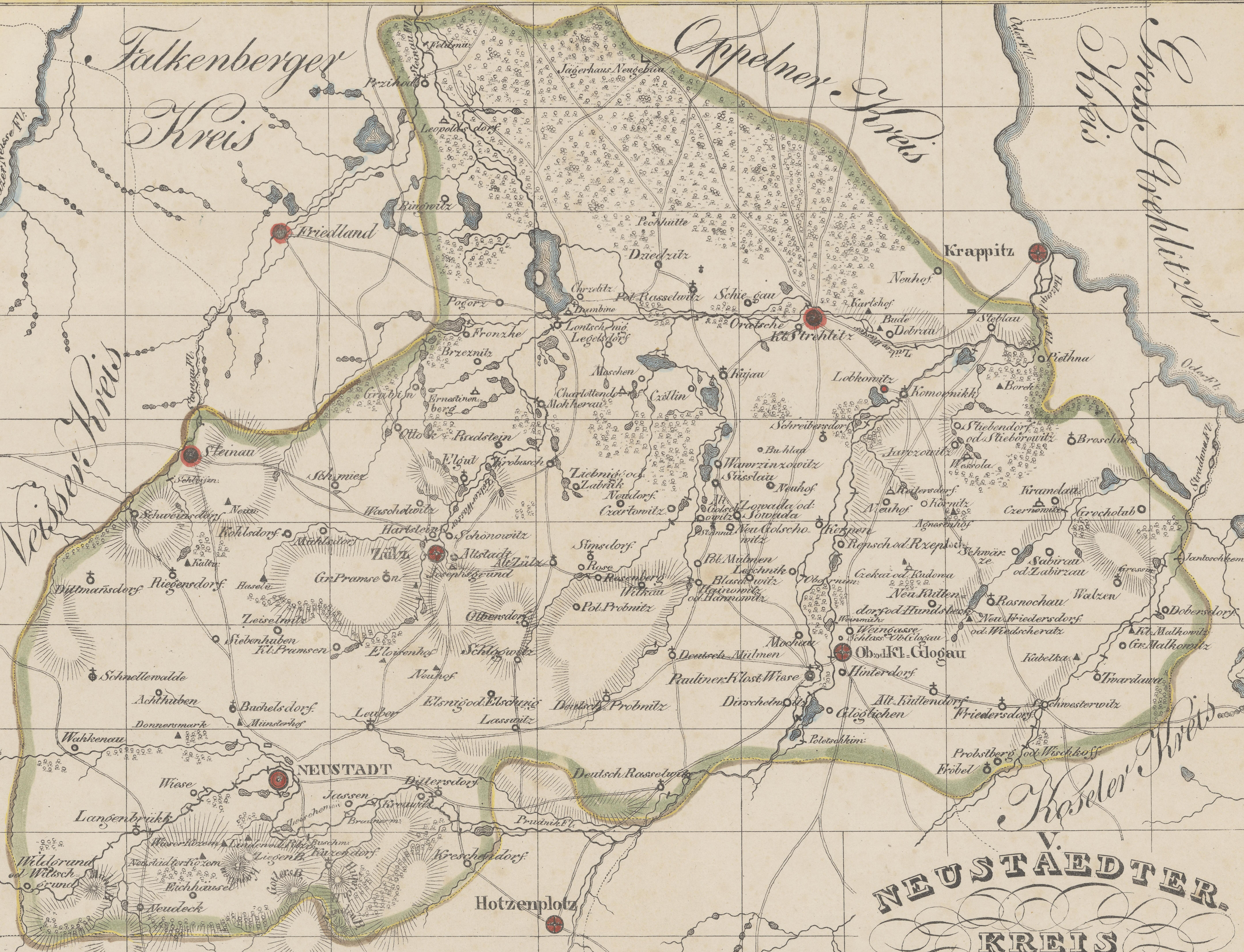
Żabnik (Ziebnig od. Zabnik) wśród miejscowości ziemi prudnickiej na mapie z XIX wieku

Według spisu ludności z 1 grudnia 1910, na 22 mieszkańców Żabnika 7 posługiwało się językiem niemieckim, a 15 językiem polskim. W 1921 w zasięgu plebiscytu na Górnym Śląsku znalazła się tylko część powiatu prudnickiego. Żabnik znalazł się po stronie wschodniej, w obszarze objętym plebiscytem.

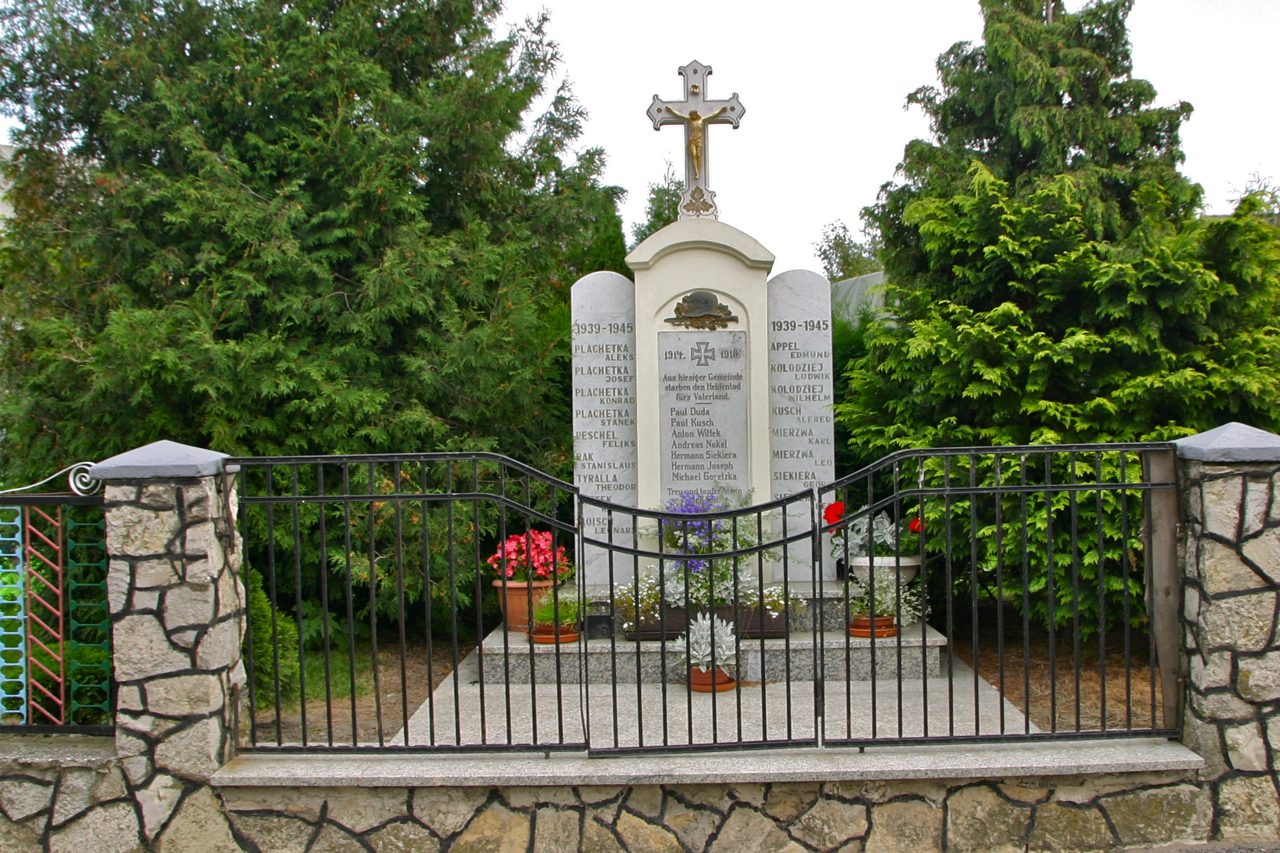
Pomnik poległych w Żabniku

Po II wojnie światowej, od marca do maja 1945 powiat prudnicki znajdował się pod kontrolą radzieckiej komendantury wojskowej. 11 maja 1945 polska administracja przejęła władzę cywilną w powiecie prudnickim. Mieszkańcom Żabnika, posługującym się dialektem śląskim bądź znającym język polski, pozwolono pozostać we wsi po otrzymaniu polskiego obywatelstwa.
W spisie gromad i miejscowości w powiecie prudnickim na dzień 1 stycznia 1953 wymieniono Żabnik jako przysiółek Krobusza. Według podziału administracyjnego województwa opolskiego na dzień 31 sierpnia 1964, Żabnik, jako przysiółek Krobusza, należał do gromady Gostomia.

## Liczba mieszkańców wsi
- 1871 – 110[21]
- 1885 – 114[22]
- 1905 – 15[23]
- 1910 – 22[16]

## Transport

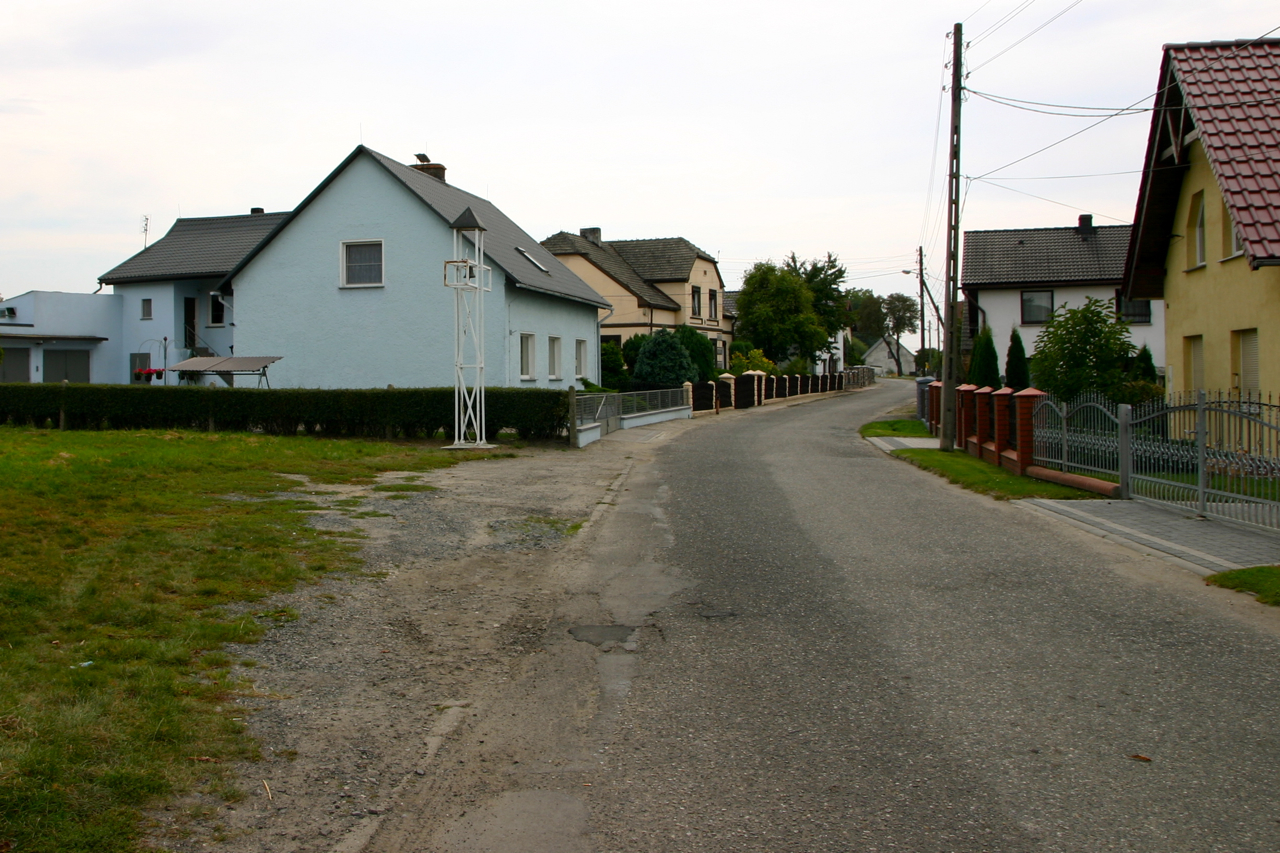
Droga powiatowa nr 1251O

W zarządzie Wydziału Drogownictwa Starostwa Powiatowego w Prudniku znajdują się drogi powiatowe: nr 1251O relacji Rostkowice – Gostomia – Żabnik – Krobusz oraz nr 1281O relacji Żabnik – Nowa Wieś Prudnicka – Czartowice – Golczowice – Zawada.
Żabnik posiada połączenia autobusowe z Głogówkiem, Prudnikiem. W miejscowości znajduje się jeden przystanek autobusowy.

## Religia
Katolicy z Żabnika należą do parafii św. Jana Chrzciciela w Solcu (dekanat Biała).

## Bezpieczeństwo
Miejscowość jest pod opieką dzielnicowego rejonu służbowego nr 15 Komendy Powiatowej Policji w Prudniku (Posterunek Policji w Białej).
Teren miejscowości, jak i całej gminy Biała, położony jest w strefie nadgranicznej w związku z czym Straż Graniczna dysponuje, na tym obszarze, specjalnymi kompetencjami w zakresie bezpieczeństwa. Gminę Biała obejmuje zasięgiem służbowym placówka Straży Granicznej w Opolu ze Śląskiego Oddziału SG.